# Totalitarianizmus
A totalitarianizmus vagy totalitarizmus egy politológiai fogalom, amely szélsőséges önkényuralmi eszközöket, módszereket alkalmazó államok, politikai rendszerek megjelölésére szolgál. Az ilyen államot totális államnak szokták nevezni. Eszköze – általában – a pártállam.

## A fogalom
A fogalmat a II. világháború környékén az olyan hagyományos kifejezések meghaladására kezdték használni, mint a diktatúra, despotizmus és a zsarnokság. Az elsődleges cél egy generikus terminus alkalmazása volt az olyan bal- és jobboldali rezsimekre, amelyeknek sok közös vonásuk volt.
Mint politikai fogalmat először a volt Szovjetunió kommunista rendszerének jellemzésére alkalmazták, majd a két világháború között az olasz és német fasiszta rendszert jelölték vele. A gyakorlatban nehezen megkülönböztethető az önkényuralomtól és a diktatúrától, de bizonyos ismérvek meghatározhatók. Ezek közé tartozik, amikor a hatalomgyakorlás és a kormányzati eszközök olyan csoport szolgálatában állnak, amely pártja és az általa képviselt ideológia nevében kizárólagos jogot formál a kormányzásra. Ezenkívül az államapparátus a társadalmi, politikai, ipari, hadi és gazdasági életet minden téren ellenőrzi. A politikai ellenzéket elnyomják, a döntéshozatal igen centralizált. 
Hannah Arendt használta a nagy 20. századi önkényuralmi rendszerekre, a sztálinizmusra illetve nemzetiszocializmusra. A fogalom mindenképpen szemben áll a jogállam és a demokrácia fogalmaival.

„A totalitárius rezsimek 138 millió ember haláláért, az összes áldozat 82 százalékáért felelősek, ebből 110 millióért (az összes áldozat 65 százalékáért) a kommunista rezsimek. A 20. század totalitárius kormányai lakosságuk 4 százalékát, az autoritárius kormányok a lakosság 1 százalékát, a demokráciák pedig négytized (!) százalékát irtották ki.”

– Steven Pinker: Az erőszak alkonya – Hogyan szelídült meg az emberiség?

## Példák

### Múlt
Példák a múlt totalitárius vezetőire:
- Adolf Hitler (Német Birodalom)
- Mussolini (Olaszország)
- Rákosi Mátyás (Magyarország) [4]
- Sztálin (Szovjetunió)
- Mao Ce-tung (Kína)
- Kim Ir Szen (Észak-Korea)
- Pol Pot (Kambodzsa)
- Abu Bakr al-Bagdadi (Iszlám Állam)

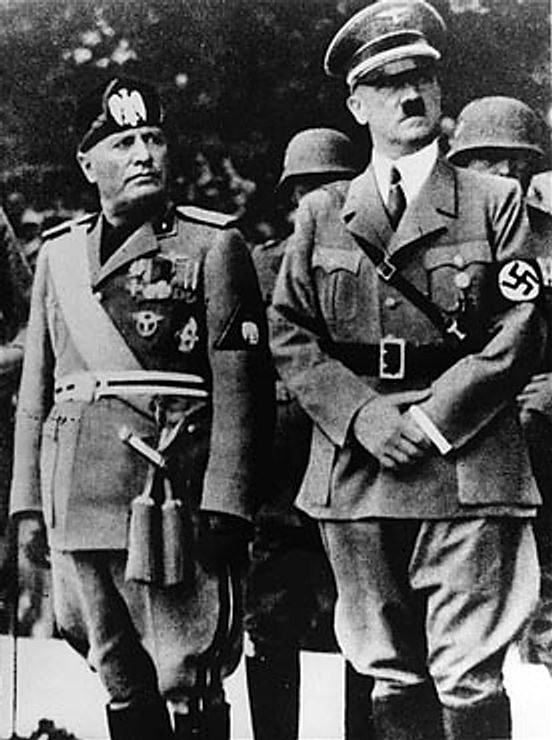
Mussolini és Hitler (1937)
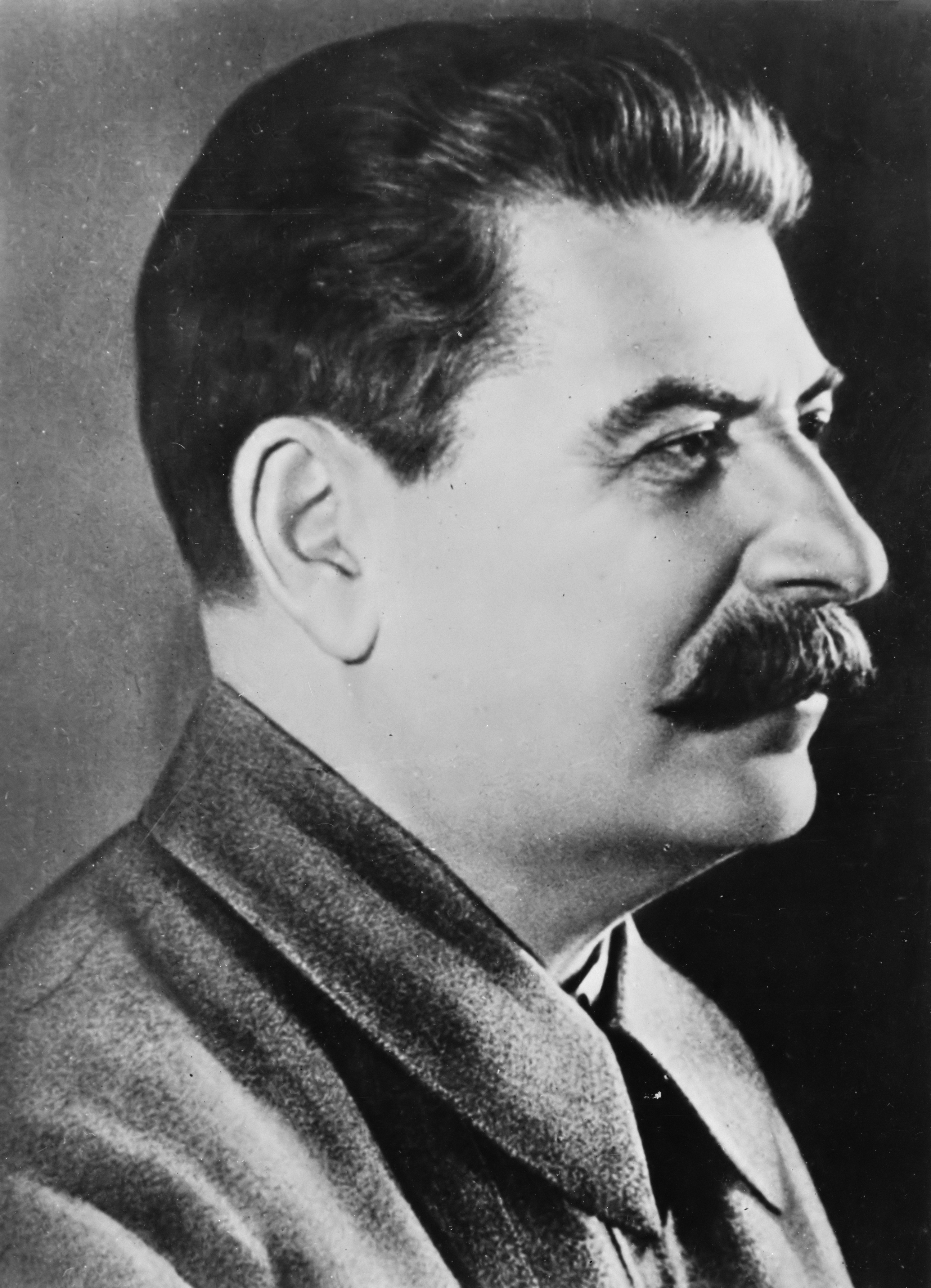
Sztálin
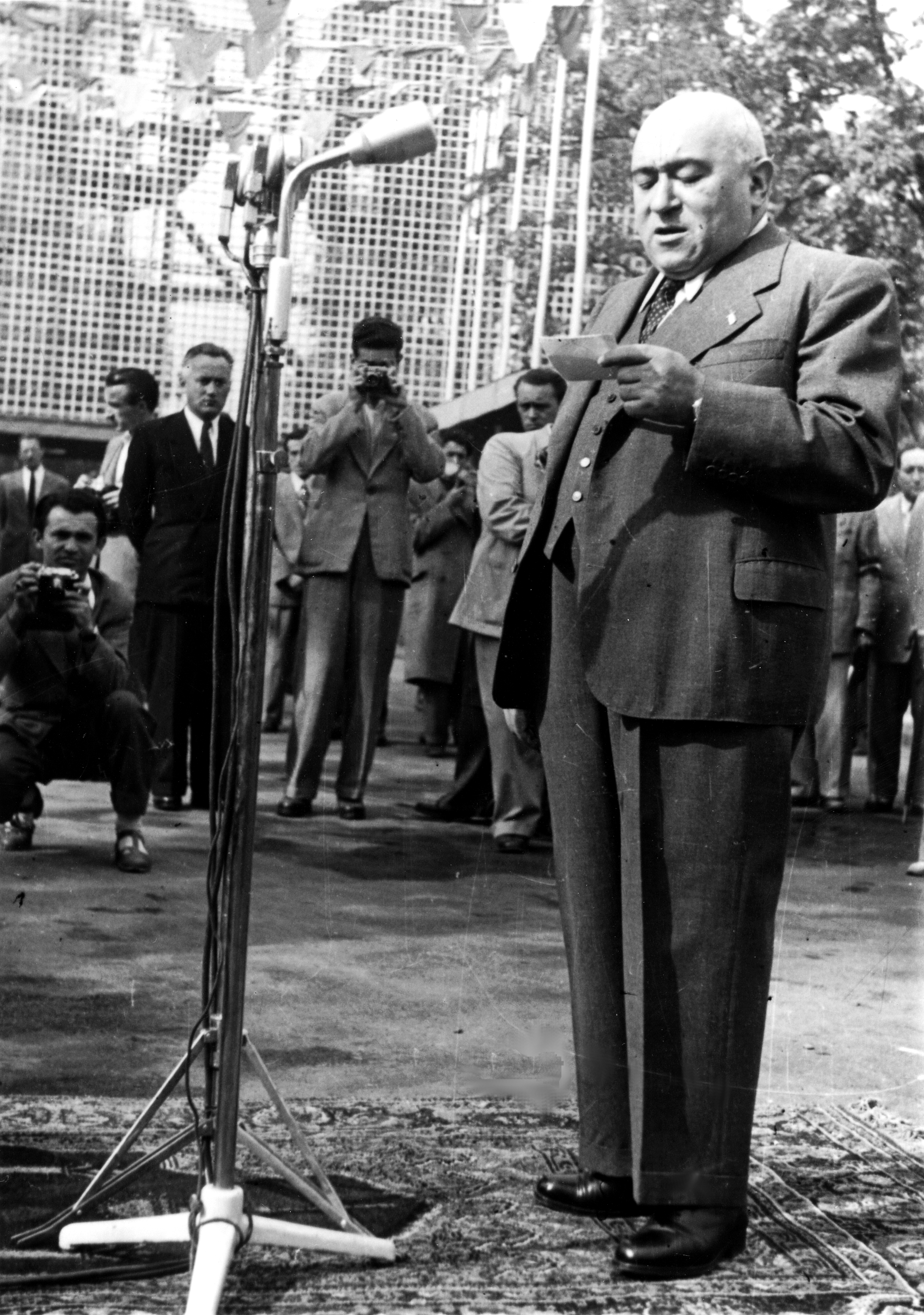
Rákosi Mátyás (1948)

### Napjaink
- Kim Dzsongun (Észak-Korea)

A totalitariánus rendszerek az Economist Intelligence Unit alapján, 2020 táján vörössel

- Gurbanguly Berdimuhamedow (Türkmenisztán)

## Kritikák
A kifejezés használatának kritikusai (pl. Krausz Tamás) kifogásolják, hogy a totalitarizmus kifejezés olyan politikai rendszereket vesz egy kalap alá, amelyek – szerintük – lényeges vonásaikban különböznek egymástól.